# Mikito Takayasu
Mikito Takayasu (高安 右人 Takayasu Mikito?; 4 settembre 1860 – Beppu, 20 novembre 1938) è stato un oculista giapponese.

## Biografia
Il primo caso di arterite di Takayasu fu descritto nel 1908 dal Dr. Takayasu al meeting annuale della Japan Ophthalmology Society. Takayasu descrisse un particolare aspetto "a corona" dei vasi sanguigni nella parte posteriore dell'occhio (retina). Due medici giapponesi nello stesso incontro (Dott. Onishi e Kagoshima) hanno riportato risultati simili sugli occhi in individui i cui impulsi del polso erano assenti.
Diplomato presso l'università imperiale di Tokyo nel 1887, Takayasu lavorò in quella che sarebbe diventata la Kanazawa University School of Medicine a Kanazawa, Ishikawa. Dopo essersi trasferito a Beppu, Kyūshū, morì nel novembre del 1938.